# Hanun-Dagan
Hanun-Dagan va ser un governant (shakkanakku) i lugal (rei) de la ciutat de Mari a l'antiga Mesopotàmia, que va regnar segurament entre el 2016 aC i el 2008 aC.
Era germà d'Hitlal-Erra, que el va precedir en el regne i un segell trobat a la ciutat diu que era fill del shakkanakku Puzur-Ishtar. Era contemporani d'Ibbi-Sin, rei d'Ur, ciutat amb la que Mari hi tenia bona relació, perquè en temps d'Apilkin de Mari i d'Ur-Nammu d'Ur, els dos països s'havien relacionat d'una manera especial a través de llaços matrimonials. Els successors d'Hanun-Dagan no queden clars en les llistes de shakkanakku que s'han conservat, i sembla que la ciutat de Mari va quedar en un segon terme des d'un punt de vista polític, poc abans de l'arribada al tron de la ciutat dels reis amorrites.